# Sonar (Software)
Sonar ist ein MIDI-Sequenzer und eine Digitale Audio Workstation, die vom Unternehmen Cakewalk Inc. (vorher Twelve Tone Systems, Inc.) entwickelt wurde.

## Geschichte und Verwendungszweck von SONAR
Sonar geht aus dem MIDI-Sequenzer Cakewalk für MS-DOS hervor. Mit der Möglichkeit Audiospuren einzubinden wurde das Produkt, nun unter MS Windows, zuerst unter Cakewalk Pro Audio weitergeführt, und schließlich in Sonar umbenannt.
Es gibt aktuell Programmvarianten Platinum, Professional und Artist. Artist ist die Variante mit dem geringsten Funktionsumfang, unter anderem Limitierung auf 64 Audio Spuren und Bussen und eine Begrenzung der Audio-Effekte pro Projekt. Die Professional Edition hebt diese Limitierung auf und verfügt über einen weitgehend identischen Funktionsumfang wie die Artist Edition, was sich vor allem in den Bearbeitungsmöglichkeiten von Audiomaterial und der Möglichkeit zur Erstellung von Surround-Abmischungen zeigt. Die Platinum Edition bietet den maximalen Funktionsumfang, mit einem modularen Channel Strip auf allen Audio- und Instrumenten-Spuren und einer sehr viel umfangreicheren Auswahl an mitgelieferten Plugins.
Daneben existiert noch eine, nicht käuflich zu erwerbende, "Mini-Version", die Sonar LE genannt wird. Diese wird zumeist als Zugabe bei Musik-Hardware und Instrumenten diverser Hersteller mitgeliefert und beinhaltet einen minimalen Funktionsumfang.
Aktuell bieten vor allem die Platinum und Professional Version eine vollständige Produktionsumgebung zum Aufnehmen, Arrangieren und Ausproduzieren von Musikstücken und zum Vertonen von Filmmaterial. Dabei kann auf virtuelle Instrumente (VSTi-Plugins) zurückgegriffen, oder externe Audio-Signale über ein geeignetes Audio-Interface aufgezeichnet, werden. Für den Abmischvorgang steht eine, vom Aufbau und Signalfluss weitgehend einem analogen Mischpult nachempfundene, Mischpult-Ansicht zur Verfügung, in der man die einzelnen Signale abmischen und mit Effekten versehen kann. Dabei kann auf virtuelle (VST) Effekte oder, über eine Input/Output-Schleife an der Soundkarte, externe Hardware-Effektgeräte, inklusive Ausgleich der Systemlatenz, zurückgegriffen werden.
Zur Bearbeitung von MIDI-Daten können verschiedene Editoren genutzt werden. Dies sind die sogenannte Pianorollen-Ansicht (Darstellung der MIDI-Events als Balken), die Event-Liste (Darstellung der MIDI-Events in tabellarischer Form), die Partituransicht (Darstellung als Noten) und die Stepsequenzer-Ansicht (Ansicht zur Erstellung von Schlagzeug-Rhythmen in Form eines stilisierten Step-Sequenzers).
Seit 2013 ist Sonar über Steam erhältlich. Käufer der aktuellen Version erhalten Updates und Premium-Support zwölf Monate lang, danach müssen sie via Steam einen neuen Season-Pass käuflich erwerben, der diese Phase um weitere zwölf Monate verlängert.
Am 17. November 2017 gab Gibson, die Muttergesellschaft von Cakewalk Inc., bekannt, dass die Arbeit an allen Cakewalk-Produkten inklusive Sonar eingestellt wird. Die Server von Cakewalk sollen online bleiben, sodass alle Online-Funktionen der Software weiterhin genutzt werden können. Dennoch wird es keine weiteren Updates mehr geben.
Anfang des Jahres 2018 wurde Cakewalk an das Startup-Unternehmen Bandlab mit Sitz in Singapur veräußert, das die Software nun kostenlos unter dem abgeänderten Namen "Cakewalk by Bandlab" anbietet und damit den langjährigen Namen "Sonar" aufgegeben hat.

## Unterstützte Dateiformate
- Audiodatei-Formate:

WMA, WAV, W64, ASF, AIFF, CAF, SD2, FLAC, RAW, OMFI, ACID-Wave, Rex, Rex64, MP3
- Videodatei-Formate:

AVI, Quicktime, WMV, MPEG (nur Import), ASF (nur Import)

## Unterstützte Plugin- und Protokoll-Standards
- VST2.4 (32-Bit und 64-Bit)
- VST3 (32-Bit und 64-Bit)
- DXi (DirectX-Instrument/Effekt)
- MFX (MIDI-Effekte)
- ReWire (32-Bit und 64-Bit)

## Versions-Geschichte von Sonar
- 1987: Cakewalk Professional 1.0 for DOS; Cakewalk Professional 2.0 for DOS
- 2000: Cakewalk Pro Audio 9
- 2001: Sonar 1: Native DXi-Unterstützung (DirectX-Schnittstelle für virtuelle Instrumente und Effekte). VST-Instrumente und Effekte können nur über Adapterprogramme eingebunden werden.
- 2002: Sonar 2
- 2004: Sonar 3: Integrierter VST zu DXi Adapter
- 2005: Sonar 4; Sonar 5: 64-Bit Unterstützung als erster MIDI- und Audiosequenzer.
- 2007: Sonar 6: Native VST-Unterstützung; Sonar 7: Neuerungen hauptsächlich bei den MIDI-Funktionen
- 2008: Sonar 8
- 2009: Sonar 8.5: Unterstützung für Windows 7
- 2010: Sonar X1: komplett überarbeitete Oberfläche, Integration eines Channel Strips in das Mischpult der Producer-Version
- 2012: Sonar X2: Unterstützung für Windows 8 und Touchscreen-Bildschirme
- 2013: Sonar X3: Comping, ARA-Integration, diverse neue integrierte VSTs und VSTis
- 2015–2017: Sonar: teilw. Abomodell, monatliche Updates für Abonnenten
- 2018: Cakewalk Sonar hat zu BandLab gewechselt. Ab sofort sind alle Versionen kostenfrei.

## Kopierschutz
Seit Juli 2005 existiert ein Kopierschutz, durch den Sonar erst durch Eingabe eines Produktschlüssels aktiviert werden kann.